# Jászay Antal
Jászay Antal, Anthony de Jasay (Aba, 1925. október 15. – Janville, Franciaország, 2019. január 23.) magyar-francia közgazdász, filozófus.

## Életútja
Tanulmányait Székesfehérvárott és Budapesten végezte, majd szabadúszó újságíróként dolgozott. 1948-ban hagyta el Magyarországot. Kétévnyi ausztriai tartózkodás után Ausztráliában telepedett le. A Nyugat-ausztráliai Egyetemen közgazdaságtan hallgatott. 1955 és 1962 között az Oxfordi Egyetemen ösztöndíjas, a Nuffield College-on kutatási asszisztens volt. Eközben cikkei jelentek meg az Economic Journal és a Journal of Political Economy számaiban. 1962-ben Párizsba költözött és banki ügyintézőként dolgozott. Rövid idő után önálló vállalkozó lett, és 1979-ig több európai országban és az Egyesült Államokban befektetési üzletágban tevékenykedett. Nyugdíjba vonulása után a normandiai Janville-be telepedett le.

## Művei
- The State (1985)
- Social Contract, Free Ride: A Study of the Public-Goods Problem (1989)
- Choice, Contract, Consent: A Restatement of Liberalism (1991)
- Against Politics: On Government, Anarchy and Order (1997)
- Political Economy, Concisely: Essays on Policy That Does Not Work and Markets That Do (2010)
- Political Philosophy, Clearly: Essays on Freedom and Fairness, Property and Equalities (2010)
- Economic Sense and Nonsense: Reflections from Europe, 2008-2012 (2014)
- Social Justice and the Indian Rope Trick (2014)